# Shadow (2017)
《Shadow》 는 화가 겸 설치 미술가인 정재원 감독의 2017년 스릴러/미스테리 영화이다. 박세인, 신우겸이 주연으로 출연하였다.

## 출연

### 주연
- 박세인 - 선우 역
- 신우겸 - 재하 역